# Philippe Jaussaud
Philippe Jaussaud (* 26. Mai 1955 in Oullins, Département Rhône; † 23. Dezember 2019 in Lyon) war ein französischer Chemiker, Pharmakologe und Toxikologe.

## Leben
Jaussaud wurde in Oullins, einem Vorort von Lyon, geboren. Nach seinem Baccalauréat der Serie C im Jahr 1972 folgten Zertifikate für höhere Bildung (Certificat d’études spécialisées (C.E.S.)) in allgemeiner Pharmakologie, grundlegender organischer Chemie sowie struktureller und metabolischer Biochemie. Nach dem Diplôme d’études approfondies und dem Master-Abschluss (Maîtrise) in pharmazeutischer Chemie wurde er 1978 mit der Dissertation Étude de quelques corrélations embryotoxiques interspecifiques an der École nationale vétérinaire de Lyon (ENVL) zum Doktor der Veterinärmedizin promoviert. Er spezialisierte sich relativ schnell auf allgemeine Pharmakologie und Toxikologie und war von 1978 bis 2009 am Lehrstuhl für Pharmazie und Toxikologie der École nationale vétérinaire de Lyon tätig. Jaussaud setzte seine Ausbildung fort und erlangte das Diplom in Phytopharmazie an der Faculté de droit et de sciences politiques (DSP) der Universität Lyon I. 1986 wurde er mit der Prüfschrift Étude de transformations métaboliques de la flunixine chez le cheval et de composés de synthèse à activité anthelminthique chez des rongeurs an der Universität Lyon I zum Doktor in pharmazeutischer Chemie promoviert. 
1989 wurde er Dozent an der Universität Lyon I und übernahm die Leitung des Forschungsmasterstudienganges Geschichte, Philosophie und Didaktik der pharmazeutischen Wissenschaften sowie die Leitung eines wissenschaftlichen Teams, das sich auf dieselben disziplinären Felder konzentrierte.
Nachdem Jaussaud 1993 zum Professor habilitiert wurde, entschied er sich dafür, seine Forschungsarbeit zunehmend auf die Wissenschaftsgeschichte auszurichten. 2002 wurde er Dozent am Conservatoire national des arts et métiers in Lyon. Von 2009 bis zu seinem Ruhestand im Jahr 2017 war er Biologieprofessor an der Universität Lyon I sowie wissenschaftlicher Mitarbeiter am Laboratoire sciences et société, historicité, éducations, pratiques (S2HEP), am Laboratoire educations et pratiques de Santé (LEPS) und am Laboratoire interdisciplinaire de recherche en didactique des sciences et techniques (LIRDHIST).
Jaussaud war Mitglied des European College of Veterinary Pharmacology and Toxicology, der Société française de chimie thérapeutique, der Société d’histoire de la médecine et de la pharmacie de Lyon, der Société française d’histoire de la médecine et des sciences vétérinaires, der Association pour la recherche en didactique des sciences et des techniques, der Société d’histoire et d’épistémologie des sciences de la vie, der Académie des Sciences sowie bei den Belles-Lettres et Arts de Lyon.
Jaussaud veröffentlichte 46 Fachartikel (davon 32 peer-reviewed), vier Bücher und elf Buchkapitel. Sein bekanntestes Werk mit dem Titel Du Jardin au Muséum en 516 biographies, eine Abhandlung über 516 bekannte Wissenschaftler und Mitarbeiter des Muséum national d’histoire naturelle in Paris, verfasste er 2004 in Zusammenarbeit mit Édouard-Raoul Brygoo.

## Schriften
- Chimie verte. S.U.T.I.P. et W.W.F., Paris, 1992
- L’exploration des molécules – Histoire des techniques physiques d’analyse, Nathan, Paris, 1996
- Pharmaciens au Muséum. De la chimie à l’histoire naturelle, Muséum national d’Histoire naturelle, Paris, 1998
- mit Édouard-Raoul Brygoo: Du Jardin au Muséum en 516 biographies, Muséum National d’Histoire Naturelle, Paris, 2004